# Японский перец
Зантоксилум Бунге, или китайский перец (лат. Zanthoxylum bungeanum) — ароматический кустарник или деревце, вид рода Зантоксилум (Zanthoxylum) семейства Рутовые (Rutaceae).

## Ареал
Природный ареал расположен на Японских островах от Кюсю до Хоккайдо, на юге Корейского полуострова, и на материковой части Китая. Японское название растения — сансё (яп. 山椒).

## Применение
Плоды широко применяются в кулинарии: порошок зрелых ягод, известный как «японский перец» или кона-дзансё (яп. 粉ざんしょう), является стандартной приправой к жареному угрю (кабаяки-унаги), а также одним из семи главных компонентов приправы ситими.
В китайской кулинарии высушенные оболочки плодов растения используются как пряная приправа и известны под названием сычуаньский перец или китайский кориандр.